# Какараву
Какараву (канн. ಕಕಾರವು) — ка, 14-я буква алфавита каннада, обозначает глухой велярный взрывной согласный. В лигатурах (самъйогах) пишется подстрочно без талекатту (верхней черты) , как например в слове санскрит ಸಂಸ್ಕೃತ
Огласовки: Ка — ಕ ಕಾ . Ки — ಕಿ ಕೀ . Ку — ಕು ಕೂ . Ке — ಕೆ ಕೇ . Кай — ಕೈ. Ко — ಕೊ ಕೋ . Кау — ಕೌ.
Отсутствие гласного: ಕ್ — к.
В грамматике:
- -ಕ್ಕೆ (-кке) — окончание (пратьяя) дательного падежа.
- кит- — уменьшительный префикс.
- келаге — пространственный послелог «под».
- кура — объединительный послелог «с».